# Two Fingerz
I Two Fingerz sono stati un gruppo musicale elettrorap italiano formato nel 2003.

## Storia

### Primi anni (2003-2007)
Il gruppo si è formato nel 2003 dall'incontro tra il rapper e cantante Danti e il produttore Roofio. La loro prima pubblicazione discografica è il demo Downtown, distribuito indipendentemente nel 2006.
A distanza di un anno, i Two Fingerz pubblicano l'album di debutto Figli del caos, distribuito dalla Sony Music. Da esso sono stati estratti tre singoli: l'omonimo Figli del caos, Sulle spalle dei giganti e Certe cose.

### Il disco fintoeIl disco nuovo/Il disco volante(2009-2010)
Dopo una pausa di due anni, nel 2009 i Two Fingerz iniziano a collaborare con il rapper Vacca, realizzando insieme a lui l'album Non prima delle 6:10, pubblicato gratuitamente. Nel novembre del 2009, il duo pubblica l'album Il disco finto, che vanta le collaborazioni con Dargen D'Amico, Ensi, Nesli, Big Fish, Mondo Marcio, Ghemon e dello stesso Vacca.
Nel mese di dicembre 2010 i Two Fingerz pubblicano sotto etichetta indipendente il doppio album Il disco nuovo/Il disco volante, il quale contiene collaborazioni con Big Fish, MasterMaind, Simona Barbieri, Yves e Sewit Villa e Dargen D'Amico. Con questo album, il duo ha sperimentato un hip hop più electro (soprattutto in Il disco volante).

### Mouse Music(2011-2012)
Dal 1º marzo 2011 conducono Made in Italy - Two Fingerz sul canale Hip Hop TV di Sky, dove presentano diversi video hip hop italiani. Dall'account ufficiale di Danti è stato annunciato il quinto album in studio dei Two Fingerz, intitolato Mouse Music e pubblicato il 29 maggio 2012. L'album è stato anticipato ogni lunedì, a partire dal 2 aprile, da quattro videoclip con ospiti d'eccezione come annunciato sul loro sito. Mouse Music è stato anticipato il 21 marzo anche dal mixtape Danti Punk, contenente collaborazioni di Danti su strumentali dubstep, reso disponibile per il download gratuito attraverso il sito ufficiale del rapper.
In anticipazione al disco, il 2 aprile il gruppo ha lanciato attraverso il proprio sito ufficiale un gioco nel quale è stato necessario completare alcuni obiettivi per accedere ad alcuni "portoni", contenenti l'accesso a quattro videoclip del gruppo, presentati uno alla settimana fino al 4 maggio, data nel quale è stato pubblicato il videoclip del primo singolo tratto dal quarto album, Questa musica. L'album ha debuttato al secondo posto della classifica italiana degli album, rimanendo in classifica per oltre un mese. Il 7 settembre viene pubblicato il videoclip di Capra (in collaborazione con Caparezza) mentre il 26 ottobre, in esclusiva sul sito di Radio Deejay, esce il videoclip del secondo singolo Come le vie a NY. Inoltre partecipano all'album di Max Pezzali Hanno ucciso l'Uomo Ragno 2012, cantando con quest'ultimo 6/1/sfigato.
Dal 1º novembre 2012 i Two Fingerz conducono il Two Fingerz Show, un programma televisivo in onda su Hip Hop TV, mentre il 12 novembre viene pubblicato il mixtape Mouse Music Rmx Pack, composto da cinque tracce remixate da Simon de Jano e missato da Mastermaind.
I Two Fingerz hanno presenziato ai TRL Awards 2012 esibendosi sul palco con il brano Questa musica. Sono stati ospiti, insieme ai Powerfrancers, agli MTV Days 2012. Nel dicembre 2012 scrivono la canzone di Natale per Radio 105, sulla base di Come le vie a NY, Natale riciclato. Il 12 aprile 2013 viene pubblicato su YouTube il video di Burattino.

### Two Fingerz V(2013-2014)
L'11 febbraio 2013 esce Vaffancuba Pack, un pacchetto contenente 3 mashup e il singolo Vaffancuba. Nel giugno 2013 viene pubblicato "Iron Dan" un mixtape composto da dei featuring di Danti e dei remix. Il mixtape contiene il singolo Rap un po' dance. Il 24 settembre 2013 si esibiscono al Mediolanum Forum di Assago, in occasione del 5º compleanno di Hip Hop TV. Il 28 ottobre 2013 esce Come me, singolo che anticipa l'EP di Danti e Mastermaind Special Delivery, in uscita l'11 novembre 2013. Dall'autunno 2013 la canzone dei Two Fingerz Barlamento è sigla iniziale della trasmissione radiofonica di Radio 24 L'Italia s'è desta.
Il 13 dicembre, i Two Fingerz annunciano il singolo La cassa dritta, realizzato insieme al rapper Fedez e pubblicato tre giorni più tardi sull'iTunes Store. Nello stesso giorno viene inoltre rivelato che sarebbe stato pubblicato un nuovo album nel mese di febbraio 2014, il cui titolo è Two Fingerz V.
L'album, pubblicato il 4 febbraio, ha debuttato al primo posto della classifica italiana degli album.

### La tecnica Bukowski(2015)
Il 14 aprile 2015 il gruppo ha presentato il singolo B&W (Contro la crisi), realizzato in collaborazione con Dargen D'Amico e che ha anticipato il sesto album in studio La tecnica Bukowski, previsto per il 1º giugno 2015. L'album è caratterizzato da varie collaborazioni con artisti appartenenti o meno alla scena hip hop italiana, come J-Ax, Lorenzo Fragola, MadMan e Vacca. Intorno allo stesso periodo, i Two Fingerz hanno reso disponibile per il download gratuito l'EP Danksy, contenente collaborazioni con Raige, Babaman, Datura, Rise Beatbox, Shade e Fred De Palma.
Il 5 maggio è stata annunciata l'uscita del secondo singolo Bukowski, pubblicato tre giorni più tardi.

## Formazione
- Danti – voce
- Roofio – campionatore

## Discografia

### Album in studio
- 2007 – Figli del caos
- 2009 – Il disco finto
- 2010 – Il disco nuovo/Il disco volante
- 2012 – Mouse Music
- 2014 – Two Fingerz V
- 2015 – La tecnica Bukowski

### EP
- 2009 – Non prima delle 6:10 (con Vacca)
- 2015 – Danksy

### Singoli
- 2007 – Figli del caos
- 2007 – Sulle spalle dei giganti
- 2008 – Certe cose
- 2008 – Oltre il mare (feat. Dargen D'Amico & Joe Fallisi)
- 2010 – Hey DJ
- 2011 – Kong Fusion Is True (Simon de Jano feat. Two Fingerz)
- 2012 – Questa musica
- 2012 – Sesso (Hipster feat. Two Fingerz)
- 2012 – Come le vie a NY
- 2013 – Rap un po' dance (feat. Simon de Jano)
- 2013 – La cassa dritta (feat. Fedez)
- 2014 – Ciao
- 2014 – La fine del mondo (Gabry Ponte feat. Two Fingerz)
- 2014 – 1 + 1 fa 3
- 2015 – B&W (Contro la crisi) (feat. Dargen D'Amico)
- 2015 – Bukowski
- 2015 – Lolita

### Collaborazioni
- 2006 – Dargen D'Amico feat. Two Fingerz - No la 1 ma la 2
- 2008 – Dargen D'Amico feat. Two Fingerz - Ex contadino
- 2008 – Dargen D'Amico feat. Two Fingerz - Anche se dite no
- 2008 – Dargen D'Amico feat. Two Fingerz - Show Me Love
- 2008 – VaccaDon feat. Two Fingerz - Io non ti chiedo
- 2009 – Amir feat. Two Fingerz - Ogni maledetta domenica
- 2010 – Amir feat. Two Fingerz - Togli quel riflettore
- 2010 – Surfa feat. Two Fingerz - Annega
- 2010 – Michelle Lily feat. Two Fingerz - Untouchable
- 2010 – Ensi feat. Two Fingerz - Come una Polaroid
- 2010 – Dargen D'Amico feat. Two Fingerz - In loop (La forma di un cuore)
- 2011 – Fabri Fibra feat. Two Fingerz - Tranne Te Rmx
- 2011 – Fabri Fibra feat. Two Fingerz - La Soluzione Rmx
- 2011 – SODY feat. Two Fingerz, Ensi & Daniele Vit - Genio della lampo
- 2011 – DJ Double S feat. Two Fingerz - Più vuoi
- 2011 – Dargen D'Amico feat. Two Fingerz & Ghemon - Brano senza titolo
- 2011 – VaccaDon feat. Two Fingerz - Davvero oppure no
- 2011 – Mr. Blake feat. Two Fingerz - Come i videogiochi del bar
- 2011 – Fedez feat. Two Fingerz - Una cosa sola
- 2011 – DJ Fede feat. Two Fingerz & Yves - Sogni d'oro
- 2011 – SuperSummer feat. Two Fingerz - Anni
- 2011 – Siruan feat. Two Fingerz - Equilibrio
- 2011 – Après La Classe feat. Two Fingerz & Max Brigante - Mamma l'italiani rmx
- 2012 – Maxi B feat. Two Fingerz - Toro seduto
- 2012 – Max Brigante feat. Two Fingerz, Ensi & Dargen D'Amico - Allenatichefabene
- 2012 – Pula+ feat. Primo & Two Fingerz - I tre colori
- 2012 – DJ Aladyn feat. Two Fingerz - Le navi da crociera
- 2012 – Dargen D'Amico feat. Two Fingerz - Hit da 5 minuti
- 2012 – Max Pezzali feat. Two Fingerz - 6/1/sfigato
- 2013 – Andrea Nardirocchi feat. Two Fingerz - Le pareti
- 2013 – ATPC feat. Two Fingerz - Meglio fare il DJ
- 2013 – Numeri2AndTheBand feat. Two Fingerz - Don't Give Up
- 2013 – Al feat. Two Fingerz - Rappuso
- 2013 – Dargen D'Amico feat. Two Fingerz - Il cubo (fondamentalmente)